# Acarospora contigua
Acarospora contigua är en lavart som beskrevs av Hugo Magnusson. Acarospora contigua ingår i släktet Acarospora och familjen Acarosporaceae.   Inga underarter finns listade i Catalogue of Life.